# أرنولد ساول
أرنولد ساول (بالإنجليزية: Arnold Saul)‏ هو لاعب كرة مضرب أمريكي، ولد في 30 مايو 1924 في بيدفورد في الولايات المتحدة، وتوفي في 6 أبريل 2012.